# (5241) Beeson
(5241) Beeson es un asteroide perteneciente al cinturón de asteroides, descubierto el 23 de diciembre de 1990 por Seiji Ueda y el astrónomo Hiroshi Kaneda desde el Kushiro Marsh Observatory, Hokkaido, Japón.

## Designación y nombre
Designado provisionalmente como 1990 YL. Fue nombrado Beeson en honor a la astrónoma británica Charlotte "Charlie" Beeson, programadora de computadoras, gimnasta, bailarina y músico, realizó una investigación en el Centro de astrofísica Harvard-Smithsonian para su tesis: "Métodos para mejorar el descubrimiento de asteroides cercanos a la Tierra y Tasas de caracterización espectroscópica".

## Características orbitales
Beeson está situado a una distancia media del Sol de 3,124 ua, pudiendo alejarse hasta 3,694 ua y acercarse hasta 2,554 ua. Su excentricidad es 0,182 y la inclinación orbital 3,697 grados. Emplea 2017,30 días en completar una órbita alrededor del Sol.
Los próximos acercamientos a la órbita de Júpiter se producirán el 7 de noviembre de 2032, el 26 de enero de 2043 y el 25 de agosto de 2105, entre otros.

## Características físicas
La magnitud absoluta de Beeson es 12,4. Tiene 16 km de diámetro y su albedo se estima en 0,114.